# La Tallada d’Empordà
La Tallada d’Empordà település Spanyolországban, Girona tartományban. La Tallada d’Empordà Albons, Bellcaire d’Empordà, Ullà, Fontanilles, Serra de Daró, Verges, Garrigoles és Viladamat községekkel határos. Lakosainak száma 478 fő (2024).

## Népesség
A település népessége az elmúlt években az alábbi módon változott:
| Lakosok száma | 285  | 478  | 550  | 569  | 364  | 338  | 420  | 454  | 463  | 478  |
|               | 1717 | 1887 | 1936 | 1960 | 1986 | 2004 | 2009 | 2014 | 2019 | 2024 |